# Шандор Замбо
Шандор Замбо (угор. Sándor Zámbó, нар. 10 жовтня 1944, Будапешт) — угорський футболіст, що грав на позиції півзахисника і нападника насамперед за клуб «Уйпешт», у складі якого — дев'ятиразовий чемпіон Угорщини, а також за національну збірну Угорщини. 

## Клубна кар'єра
У дорослому футболі дебютував 1962 року виступами за команду «Уйпешт», в якій провів вісімнадцять сезонів, взявши участь у 410 матчах чемпіонату і забивши 20 голів. Був важливою фігурою у тактичній побудові «Уйпешта» протягом найуспішнішого періоду його історії, коли протягом 1969— 1979 років команда дев'ять разів вигравала футбольну першість Угорщини.
Залишивши «Уйпешт» у 1980 році, досвідчений футболіст ще протягом п'яти років продовжував виступати на полі, захищаючи кольори нижчолігових угорських команд.

## Виступи за збірну
1969 року дебютував в офіційних матчах у складі національної збірної Угорщини.
Допоміг команді кваліфікуватися на чемпіонат Європи 1972 року у Бельгії. Безпосередньо у фінальній частині континентальної першості, що стартувала з раунду півфіналів, взяв участь в обох іграх угорців — півфінальному матчі проти команди СРСР (поразка 0:1) і матчі за третє місце, програному з рахунком 1:2 господарям турніру бельгійцям.
Загалом протягом кар'єри у національній команді, яка тривала 7 років, провів у її формі 33 матчі, забивши 3 голи.

## Титули і досягнення
- Чемпіон Угорщини (9):

«Уйпешт»: 1969, 1970, 1970-1971, 1971-1972, 1972-1973, 1973-1974, 1974-1975, 1977-1978, 1978-1979